# Всеукраинский музейный городок
Всеукраинский музейный городок — государственный культурно-исторический заповедник, существовавший в 1926—1934 годах; основан на территории Киево-Печерской лавры по постановлению ВУЦИК и СНК от 29 сентября 1926 года. К 1928 году здесь был открыт ряд музеев, среди которых: Музей истории Лавры, Портретная галерея, Музей станковой живописи, Музей тканей и шитья (1200 образцов XVI-XVIII веков), Музей украинского письма и печати, Музей металлопластики (изделия из драгоценных металлов XVI-XX веков), Нумизматический музей (60 тысяч монет), Музей сравнительной истории, Музей украинской архитектуры, Музей литья, Украинский театральный музей, Собрание украинской старины П.Потоцкого, Украинский этнографический музей, Музей археологии ВУАН, Музей деятелей науки и искусства. Здесь находился Кабинет антропологии и этнологии им. Ф.Вовка. Действовали музеи-храмы: Троицкая надвратная церковь (XI-XVII вв.), Церковь Спаса на Берестове (XII-XVII вв.), Успенский собор (XI-XVIII вв.), Церковь Всех святых над Экономическими воротами (XVII в.), Дальние и Ближние пещеры, Мазепинские стены. В фондах Всеукраинского музейного городка находилось более 67 тысяч экспонатов, на его территории размещались библиотека, архив, реставрационные и другие мастерские. После его ликвидации 1934 году часть собрания передана в киевские музеи, из оставшегося создан антирелигиозный музей, действовавший до 1941 года.